# Układ zasilania broni
Układ zasilania broni – zespół przeznaczony do półsamoczynnego lub samoczynnego przemieszczania nabojów z magazynu amunicyjnego do komory nabojowej lufy w broni automatycznej lub półautomatycznej.
Jego zastosowanie zmniejsza wysiłek ładowniczego oraz zwiększa szybkostrzelność broni. Dzielą się ze względu na źródło energii wykorzystywanej do zasilania układu na automatyczne i zmechanizowane. W automatycznych układach wykorzystuje się energię wyzwalaną podczas wystrzału w postaci odrzutu lub ciśnienia gazów prochowych odprowadzanych z lufy. Do zasilania układów zmechanizowanych korzysta się z pokładowych (zewnętrznych) źródeł energii (elektrycznej, hydraulicznej lub pneumatycznej). Układy automatycznego zasilania mają zastosowanie w automatycznej broni strzeleckiej oraz w mało- i średniokalibrowych działach przeciwlotniczych, lotniczych i morskich (mechanizm zasilania). Układów zmechanizowanych używa się do zasilania dział wozów bojowych (zmechanizowany układ zasilania dział wozów bojowych).